# Vela grande

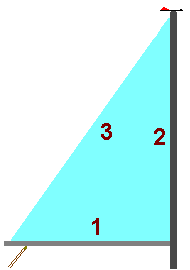
Vela grande.

A vela grande ou vela mestra é um termo náutico que designa a vela situada atrás do mastro de um navio, à vela principal. Funciona de forma triangular e mantida por duas de suas bordos: ao mastro  pela testa (2) e à retranca pela esteira (1). A valuma (3) designa o bordo de fuga da vela.
Os pequenos veleiros estão normalmente equipados com vela grande, buja ou genoa e spinnaker/balão.